# Psiloteredo megotara
Psiloteredo megotara är en musselart som först beskrevs av Sylvanus Charles Thorp Hanley 1848.  Psiloteredo megotara ingår i släktet Psiloteredo och familjen skeppsmaskar. Arten är reproducerande i Sverige. Inga underarter finns listade i Catalogue of Life.